# Comté de Paulding (Ohio)
Pour les articles homonymes, voir Comté de Paulding.
Le comté de Paulding – en anglais : Paulding County – est un des 88 comtés de l'État de l'Ohio, aux États-Unis.
Son siège est fixé à Paulding.

## Géographie
Selon les données du Bureau du recensement des États-Unis, le comté de Paulding a une superficie de 1 085 km² (soit 419 mi²), dont 1 078 km² (soit 416 mi²) en surfaces terrestres et 7 km² (soit 3 mi²) en surfaces aquatiques.

## Comtés limitrophes
- Comté de Defiance, au nord,
- Comté de Putnam, à l'est,
- Comté de Van Wert, au sud,
- Comté d'Allen, à l'ouest, dans l'État de l'Indiana.

## Démographie
Le comté était peuplé, lors du recensement de 2000, de 20 293 habitants.

## Localités

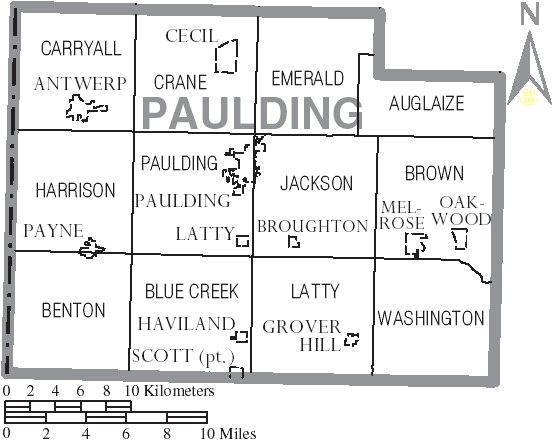
Carte des localités du comté de Paulding